# Marie Pietruschka
Marie Pietruschka, née le 21 juin 1995 à Leipzig, est une nageuse allemande.

## Carrière
Marie Pietruschka est médaillée de bronze du relais 4 × 200 mètres nage libre aux Championnats d'Europe de natation 2018 ; elle ne dispute pas la finale mais participe aux séries de l'épreuve.
En juillet 2021, elle pose en couverture de l'édition allemande de Playboy avec l'athlète Lisa Ryzih et l'escrimeuse Alexandra Ndolo.